# Reichsärztekammer

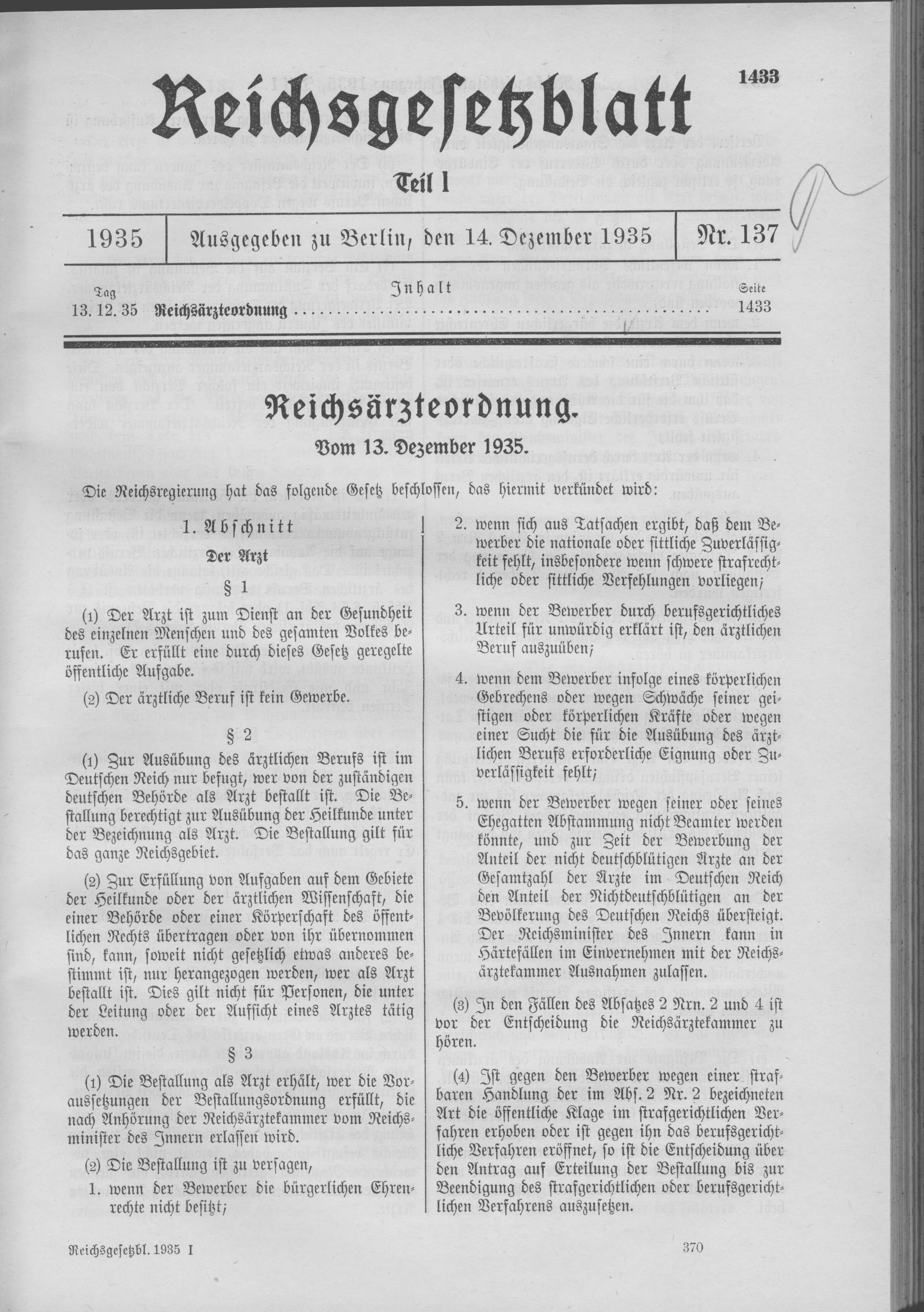
Reichsärzteordnung vom 13. Dezember 1935, Titelseite

Die Reichsärztekammer existierte von 1936 bis 1945 als eine vom NSDAP-Regime errichtete Körperschaft öffentlichen Rechts zur Eingliederung der deutschen Ärzteschaft in den NS-Staatsapparat. Sie wurde durch die Reichsärzteordnung vom 13. Dezember 1935, die zum 1. April 1936 in Kraft trat, geschaffen, und 1945 vom alliierten Kontrollrat aufgelöst.

## Vorläufer
Als Vorläufer kann der 1872 von Hermann Eberhard Friedrich Richter gegründete Deutsche Ärztevereinsbund (Gesamtverband der „wirklich approbierten“ Ärzte) angesehen werden, auf dessen Vorarbeiten 1935 die Deutsche Reichsärzteordnung erlassen wurde.
Der Leipziger Arzt Hermann Hartmann sandte am 25. Juli 1900 einen offenen Brief an die Ärzteschaft mit der Aufforderung, sich zu organisieren. Der Schutzverband der Ärzte Deutschlands zur Wahrung ihrer Standesinteressen wurde am 13. September 1900 gegründet. Im ersten Satzungsentwurf wurde jedoch der Name Verband der Ärzte Deutschlands zur Wahrung ihrer wirtschaftlichen Interessen festgelegt. Bis 1924 wurde allgemein die Kurzform Leipziger Verband verwendet.
1913 wurde das Berliner Abkommen zwischen Leipziger Verband und den großen Kassenverbänden geschlossen. Es regelte die Beziehung zwischen Ärzten und Krankenkassen.
1931 entstanden Vorstufen der heutigen Kassenärztlichen Vereinigungen: Der Hartmannbund schloss einen Vertrag mit den bedeutendsten Krankenkassenverbänden. Er trat am 1. Januar 1932 in Kraft. Das Gesetz über die Kassenärztliche Vereinigung Deutschlands (KVD) vom 2. August 1933 ersetzte die vom Hartmannbund gebildeten örtlichen KVen, die zu einer Körperschaft öffentlichen Rechts wurden. Der Deutsche Ärztevereinsbund und der Nationalsozialistische Deutsche Ärztebund wurden zusammengeschlossen.

## Definition gemäß § 20 Reichsärzteordnung (RÄO) vom 13. Dezember 1935
„Die Reichsärztekammer ist die Vertretung der deutschen Ärzteschaft.“

## Aufbau (vergl. RÄO §§ 21–45)
„Die Reichsärztekammer wird erstmalig von ihrem Leiter errichtet“ (§ 89), d. h. von dem NSDAP-Funktionär und damaligen Chef von Hartmannbund und Ärztevereinsbund, Gerhard Wagner. Die Spitze der Reichsärztekammer (RÄK) bestand aus dem von Hitler eingesetzten Leiter nebst Stellvertreter, einem Beirat, einem Amtsarzt, einem Vertreter der Kassenärztlichen Vereinigung Deutschlands, und jeweils einem Delegierten pro (Bezirks-)Ärztekammer, der Untergliederung der RÄK auf Bezirksebene. Die Ärztekammer eines Bezirks, bestehend aus Leiter, Stellvertreter, Beirat, Amtsarzt, Vertreter der medizinischen Universitätsfakultäten und je einem Vertreter der ärztlichen Vereinigungen des Bezirks (ärztliche Bezirksvereinigungen), wurde von der RÄK eingesetzt. Die ärztliche Bezirksvereinigung, kleinste organisatorische Untereinheit der RÄK, bestand aus sämtlichen Ärzten mit Wohnsitz in einem bestimmten Bezirk (die Mitgliedschaft in der Bezirksvereinigung war obligatorisch und beitragspflichtig) und einem von der RÄK eingesetzten Leiter mit Beirat. Es galt der „Arierparagraph“: jüdische Ärzte und „arische“ Ärzte mit jüdischen Ehegatten waren von der Tätigkeit in RÄK bzw. Bezirks-Ärztekammern sowie von der Leitung ärztlicher Bezirksvereinigungen ausgeschlossen (§ 40).  Die RÄK war Rechtsnachfolgerin von regionalen ärztlichen Standesvertretungen (§ 86) und des Deutschen Ärztevereinsbundes (§ 87); Rechtsnachfolgerin des Hartmannbundes war die Kassenärztliche Vereinigung Deutschlands (§ 87), die innerhalb der RKÄ als Körperschaft des öffentlichen Rechts bestand und vom Reichsärzteführer (gleichzeitig Leiter der RKÄ) geleitet wurde (§ 36).

## Aufgaben
Die RÄK sollte alle Ärzte organisatorisch zusammenfassen und dem NS-Staat und seinen Zielen und Methoden bedingungslos unterordnen (§ 46). So sollte sie u. a. „für die Erhaltung und Hebung der Gesundheit, des Erbguts und der Rasse des deutschen Volkes […] wirken“ (§ 19, § 46). Privatrechtliche „Vereine von Ärzten, welche die Wahrnehmung der Berufsangelegenheiten […] zur Aufgabe haben“, z. B. Fachgesellschaften wie die Deutsche Gesellschaft für Chirurgie, die Deutsche Gesellschaft für Kinderheilkunde etc.  wurden von der RÄK kontrolliert (§ 87) und gegebenenfalls aufgelöst. Die RÄK sollte aber auch die Honorarverteilung unter den freiberuflich tätigen Ärzte regeln, Streitigkeiten zwischen Ärzten schlichten,  die ärztliche Aus- und Fortbildung fördern, für die ausreichende Versorgung der Bevölkerung mit Ärzten sorgen, Fürsorgeeinrichtungen für Ärzte schaffen, Berufsvergehen bestrafen (§§ 53, 54) u.v.a.m.
Die Reichsärztekammer bzw. zahlreiche ihrer Mitglieder waren direkt und indirekt an der Verfolgung der jüdischen Ärzte beteiligt, am Holocaust und anderen Verbrechen (Zwangssterilisierungen, NS-Patientenmorde, Menschenexperimente, Häftlingstötungen).
Ihren Sitz hatte die Reichsärztekammer in München (Barer Straße 15), eine Geschäftsstelle in Berlin (Lindenstraße 42).

## Reichsärzteführer bzw. Reichsgesundheitsführer
Die Vorsitzenden der Reichsärztekammer wurden zunächst als Reichsärzteführer und später als Reichsgesundheitsführer bezeichnet:
- Gerhard Wagner (1888–1939), deutscher Arzt, „Reichsärzteführer“ (1934–1939)
- Hans Deuschl (1891–1953), deutscher Arzt, „stellvertretender Reichsärzteführer“ (1933–1939)
- Leonardo Conti (1900–1945), deutsch-schweizerischer Arzt, „Reichsgesundheitsführer“ (1939–1945)
- Kurt Blome (1894–1969), deutscher Arzt, „stellvertretender Reichsgesundheitsführer“ (1939-wahrscheinlich 1945)

## Auflösung
1945 wurde die Reichsärztekammer und die Kassenärztliche Vereinigung Deutschlands durch Kontrollratsbeschluss aufgelöst.

## Nachfolge
1946 wurden die Arbeitsgemeinschaft westdeutscher Ärztekammern und die Arbeitsgemeinschaft der Landesstellen der kassenärztlichen Vereinigungen in den Westzonen neu gegründet. Daraus entstanden die derzeitige Bundesärztekammer und die Kassenärztliche Bundesvereinigung.